# 反右倾运动
反右倾运动，亦称反右倾斗争，是1959年8月中国共产党庐山会议后随即展开的一场政治运动，由中共中央主席毛泽东发动，旨在批判中国共产党党内的“右倾”分子。该运动历时约半年，超过300万名共产党党员和干部受到批判，运动影响波及到广大农村、工厂甚至高等院校。“反右倾”的起因是时任国防部长彭德怀等人在庐山会议上对“大跃进”运动提出异议，引发毛泽东的不满。1981年6月，中国共产党第十一届中央委员会第六次全体会议一致通过《关于建国以来党的若干历史问题的决议》，认为毛泽东对彭德怀等人的批判和开展“反右倾”斗争是错误的，并将“反右倾”的错误作为三年困难时期的主要成因之一。

## 历史

### 背景

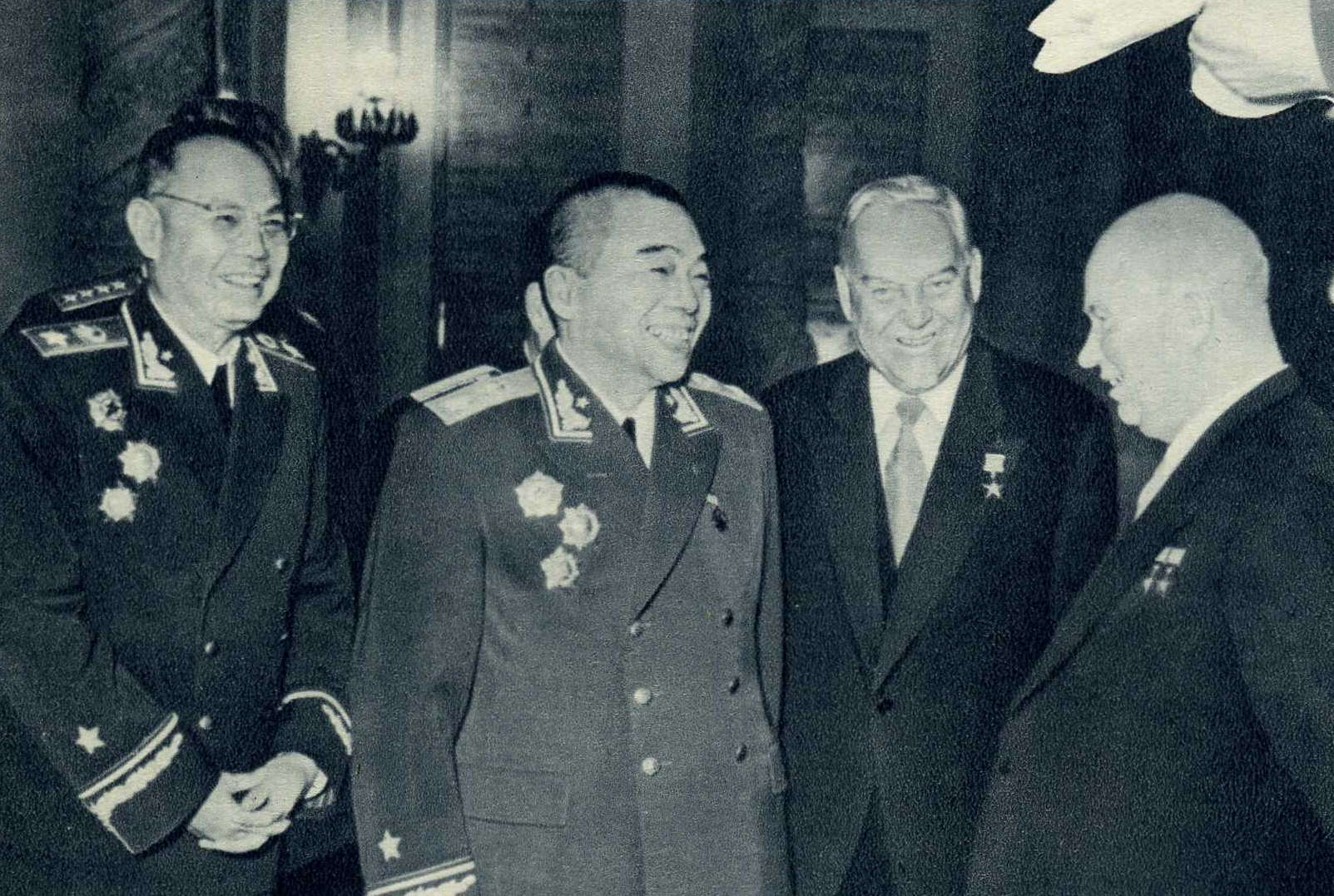
彭德怀（左二）于1958年访问苏联期间，与时任苏联领导人赫鲁晓夫（右一）等人会面。

1959年7月2日至8月16日的庐山会议上，中华人民共和国国防部部长彭德怀、中共中央政治局候补委员张闻天等人对中共中央主席毛泽东发动的“大跃进”运动提出异议，被打成“彭德怀反党集团”。事件起因是7月14日时任国防部长彭德怀给毛泽东写了一封“万言书”，指出了大跃进的一些缺点和错误，批评“小资产阶级的狂热性”，信的内容获得了黄克诚、张闻天、周小舟等多人的赞同，但引起毛泽东的不满。与此同时，1959年7月18日，时任苏联领导人赫鲁晓夫在波兰访问时，对中国人民公社化运动进行了公开批判，7月21日苏联机关报《真理报》、7月22日美国《纽约时报》等报刊对此作了公开报道。此时庐山会议正在召开，赫鲁晓夫的讲话激怒了毛泽东，他决定向赫鲁晓夫公开反击。

1959年8月1日，毛泽东将赫鲁晓夫讲话材料批给中联部部长王稼祥时说:“我写了几句话，其意是驳赫鲁晓夫的。将来我拟写文宣传人民公社的优越性。一个百花齐放，一个人民公社，一个大跃进，这三件，赫鲁晓夫们是反对的，或者是怀疑的。我看他们是处于被动了，我们非常主动，你看如何？这三件要向全世界作战，包括党内大批反对派和怀疑派。” 8月7日，中共中央随即发布《关于反对右倾思想的指示》，认为“现在右倾思想，已经成为工作中的主要危险”，其中还提到：
有些右倾保守分子，不但对于人民公社和去年以来大跃进的伟大成就，对于人民公社和大跃进运动中所遇到的主要问题迅速获得解决的事实，熟视无睹，不感兴趣；而且对于运动中所发生的错误和缺点，不管是否已经克服，都如获至宝一般地广为搜集，加以夸大，作为攻击社会主义建设各个战线上积极分子的武器。右倾保守分子，不是和群众站在一起，而是站在群众运动外边，指手划脚，非难人民公社，非难大办钢铁，非难大跃进，企图动摇总路线，散布悲观情绪，向干部和群众大泼冷水，松他们的劲，泄他们的气，实际是要把这些积极分子弄得灰溜溜的。...... 各级党组织，必须抓紧八、九两月，鼓足干劲，坚决反对右倾思想..... 反右倾，鼓干劲，现在是时候了。机不可失，时不再来。请你们立即在干部中，在各级党的组织中，对右倾思想和右倾情绪，加以检查和克服......

### 过程
1959年8月15日和16日，毛泽东已经把庐山会议上争论的问题上升到了“阶级斗争”的高度，而中共八届八中全会（庐山会议后半程）通过的决议《为保卫党的总路线、反对右倾机会主义而斗争》中提到：
國內外的敵對勢力一開始就惡毒地攻擊我們黨的總路線，攻擊我們的大躍進和人民公社。.... 我們黨內的一些右傾機會主義分子，特別是一些具有政治綱領、政治野心的分子，竟然在這樣的重大時機，配合國內外敵對勢力的活動，打著所謂『反對小資產階級狂熱性』的旗號，發動了對於總路線、大躍進、人民公社的猖狂進攻。……右傾機會主義分子的攻擊的矛頭，是針對著黨中央和党的領袖毛澤東同志，針對著無產階級和勞動人民的社會主義事業。因此，右傾機會主義已經成為當前黨內的主要危險。團結全黨和全國人民，保衛總路線，擊退右傾機會主義的進攻，已經成為黨的當前的主要戰鬥任務。
庐山会议结束后，毛泽东遂发动“反右倾”斗争，在全党、全军、全国范围内开展了历时半年左右的“反右倾”运动。有学者指出，這段時期代替鄧小平主持中央書記處工作的彭真，是「反右傾」的主要執行者。1959年9月起的一个多月时间内，解放军全军就重点批判了847名干部，至11月底，全军共划出1848名“右倾机会主义分子”，其中团以上干部195人。此外，水利电力部党组打了“以李锐为首的右倾机会主义反党集团”，外交部则打了“张闻天反党集团”。

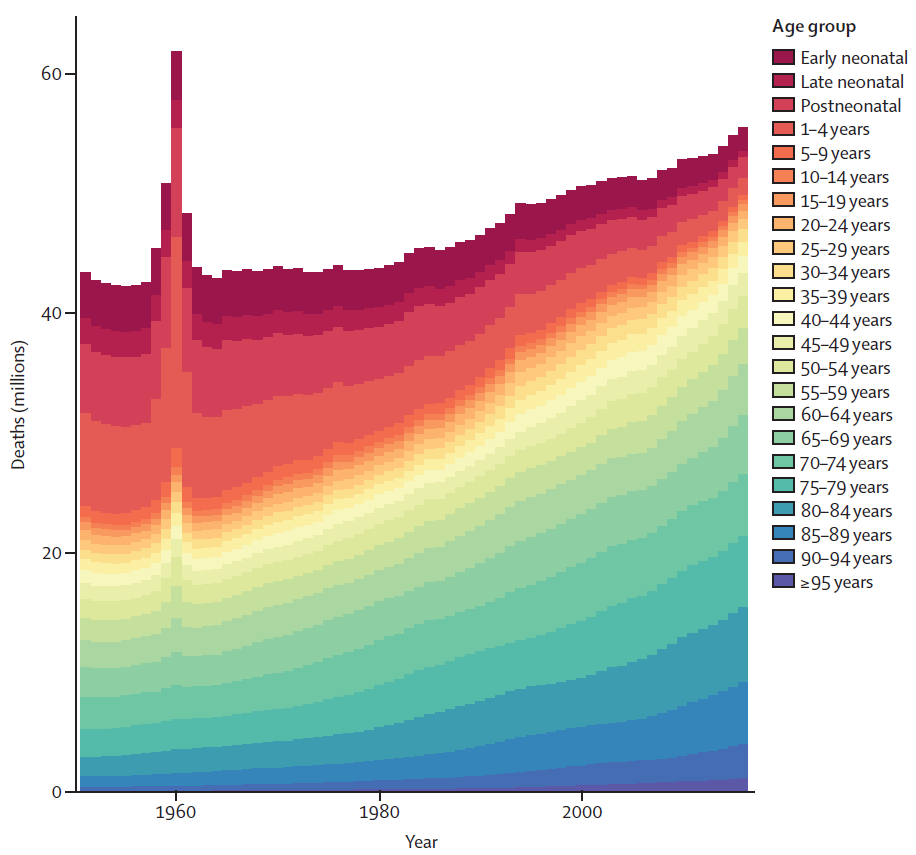
1959年中国大陆进入“三年困难时期”，非正常死亡人口激增。

1959年11月27日，中共中央批准军委总政治部提出的《关于划分右倾机会主义的标准和处理办法》，其中规定的“右倾”标准是：公开散布系统的右倾言论，从多方面攻击总路线、“大跃进”、人民公社的；积极支持彭德怀的“纲领”，公开为“反党集团”辩护，攻击党中央、毛泽东的；历史上多次犯错误的，对党心怀不满的，这次又借口批评“大跃进”，猖狂攻击的；执行党的路线政策“一贯右倾”，“大跃进”以来又有严重“右倾”言论和行动，仍“执迷不悟”的。依据上述规定，中央国家机关重点批判了1900余人，重点“帮助”了2714人，还将224人定为“右倾机会主义分子”。 
与此同时，1959年11月下旬，中央统战部根据中央书记处的指示，起草了一个文件指出，此次“反右倾”运动只在党内干部中进行，在各民主党派、资产阶级分子和从旧社会过来的知识分子中间，不采取大鸣、大放、大字报、大辩论等群众性的斗争，不进行反右倾运动，不进行重点批判。但运动影响仍波及到广大农村、工厂甚至高校，譬如北京大学的128个党员教师骨干中，有17人被认为“有严重资产阶级思想、以专家自居，不服从甚至反对党的领导”。 
反右倾运动致使大量中共党员干部遭到批判，部分被定性为“右倾机会主义分子”受到组织处分，大跃进运动温度不降反升，造成更多的人饿死。以湖南省为例，据官方数据，该省仅县以上机关单位有4696人被重点批斗，1630人被定为“右倾机会主义分子”，其他各省市及自治区也存在类似情况，有的省市还抓了“右倾机会主义反党集团”。福建省在“反右倾”中把省长江一真、副省长魏金水打成了“反党集团”，而中共河北省正定县县委则打了以杨才魁为首的“右倾机会主义反党集团”。 

### 后续
中国共产党后来认为，反右倾斗争批判的这些干部和党员大都是敢于讲真话、敢于反映真实情况和敢于提出批评意见的，故运动是错误的。同时认为，反右倾使得政治上使党内从中央到基层的民主生活遭到严重损害，在经济上使“左倾”错误更加发展，并延续更长时间。根据1962年初“七千人大会”前后甄别平反时的统计，被重点批判和定为“右倾机会主义分子”的干部和党员有300多万人。
文化大革命（1966-1976年）期间，彭德怀再次遭到批判，1974年被迫害至死，1978年底的中共十一届三中全会上获得平反。周小舟在1966年文革早期遭批斗迫害、自杀身亡，1979年获平反。而张闻天在文革期间亦遭到批斗迫害，文革结束前病逝，1978年获得平反。
拨乱反正时期，1981年6月中共十一届六中全会一致通过的《关于建国以来党的若干历史问题的决议》认为，毛泽东发动的对彭德怀的批判和反右倾斗争是错误的，并且1959年八届八中全会关于“彭德怀、黄克诚、张闻天、周小舟反党集团”的决议是完全错误的。